# Cardinal jaune
Pheucticus chrysopeplus
Espèce
Statut de conservation UICN

 LC  : Préoccupation mineure
Le Cardinal jaune (Pheucticus chrysopeplus) est une espèce de la famille des Cardinalidae.

## Liste des taxons de rang inférieur
Liste des sous-espèces selon GBIF (14 mai 2021) :
- Pheucticus chrysopeplus subsp. aurantiacus Salvin & Godman, 1891
- Pheucticus chrysopeplus subsp. chrysopeplus
- Pheucticus chrysopeplus subsp. dilutus van Rossem, 1934

## Systématique
Le nom scientifique complet (avec auteur) de ce taxon est Pheucticus chrysopeplus (Vigors, 1832).
Ce taxon porte en français le nom vernaculaire ou normalisé suivant : Cardinal jaune.